# زي فايف
زي فايف (بالإنجليزية: ZEE5) هو موقع فيديو حسب الطلب هندي تديره مجموعة إيسيل عبر شركتها الفرعية مشاريع زي الترفيهيه تم إطلاقه في الهند في 14 فبراير 2018 متوفر بـ 12 لغة. تطبيق الهاتف المحمول لزي فايف متاح على الويب ولنظام أندرويد وآي أو إس، وأجهزة التلفزيون الذكية و الأجهزة الأخرى. كان لدى زي فايف 56 مليون مستخدم نشط شهريًا في ديسمبر 2019.

## عنه
زي فايف هي خدمة اشتراك مدفوعة للفيديو حسب الطلب. تبلغ تكلفة الاشتراك 999 روبية هندية لمدة عام. تتوفر أيضًا الخطط الشهرية / ربع السنوية / نصف السنوية. زي فايف كلوب هي حزمة ترفيه تلفزيونية توفر حصريًا البرامج التلفزيونية قبل بثها على شاشة التلفزيون.
بدأت المنصة في بث سلسلة الويب في عام 2018. في نفس العام ، قدمت المنصة أيضًا آخر مسلسل ويب بعنوان Kallachirippu التي أنتجها المخرج الشهير كارثيك سوبراج، ومسلسل كارينجيت كور - القصة غير المروية لـ ساني ليون ، وهو مسلسل سيرة ذاتية عن الممثلة ساني ليون.